# Castell de Vadstena
El Castell de Vadstena (en suec Vadstena slott) és un antic castell reial situat a Vadstena, al comtat d'Östergötland, Suècia.

## Història
El castell de Vadstena va ser construït originàriament pel rei Gustau Vasa el 1545 com una fortalesa per protegri Estocolm dels enemics del sud. La fortalesa consistia en un primer moment amb un conjunt de tres edificis de pedra davant del llac Vättern, amb una muralla de 31 metres de llarg, un pati d'armes, un fossat i quatre torres de canó circulars. Les muralles originals van ser enderrocades durant el segle xix i reconstruïts el 1999. Els edificis de pedra originals són ara la planta baixa del castell.
El 22 d'agost de 1552 el rei Gustau Vasa es va casar amb Katarina Stenbock a Vadstena i es va convertir així en la seva tercera esposa. Una de les sales importants del castell s'anomena la Sala del Casament (Bröllopssalen), encara que la construcció d'aquesta no estava acabada en el moment d'aquest casament.
La reconstrucció de fortalesa a palau va començar el 1550 quan el príncep Magnus Vasa va esdevenir duc d'Östergötland. El duc tenia una malaltia mental i fou l'únic fill de Gustau Vasa que no va esdevenir rei de Suècia. Magnus va morir el 1595 i fou sepultat a la propera Abadia de Vadstena.
El 1620 la construcció estava completa i tots els reis de la casa Vasa havien tingut interès en les obres. Des de 1620 el castell ha estat ben conservat i ha esdevingut un dels millors exemples de l'arquitectura renaixentista de Suècia. Fins al 1716 fou un palau reial, quan va perdre l'interès i es va convertir en un magatzem de gra.

## Actualitat
Des de 1899 el castell és la seu dels Arxius Provincials i també compta amb un museu de mobles dels segles xvi i xvii, retrats i pintures. Durant l'estiu, el pati d'armes serveix per a actes com concerts de música clàssica i moderna.

## Galeria

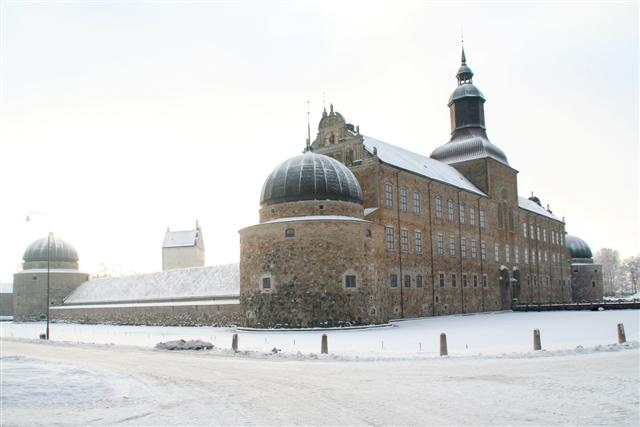
Imatge d'hivern
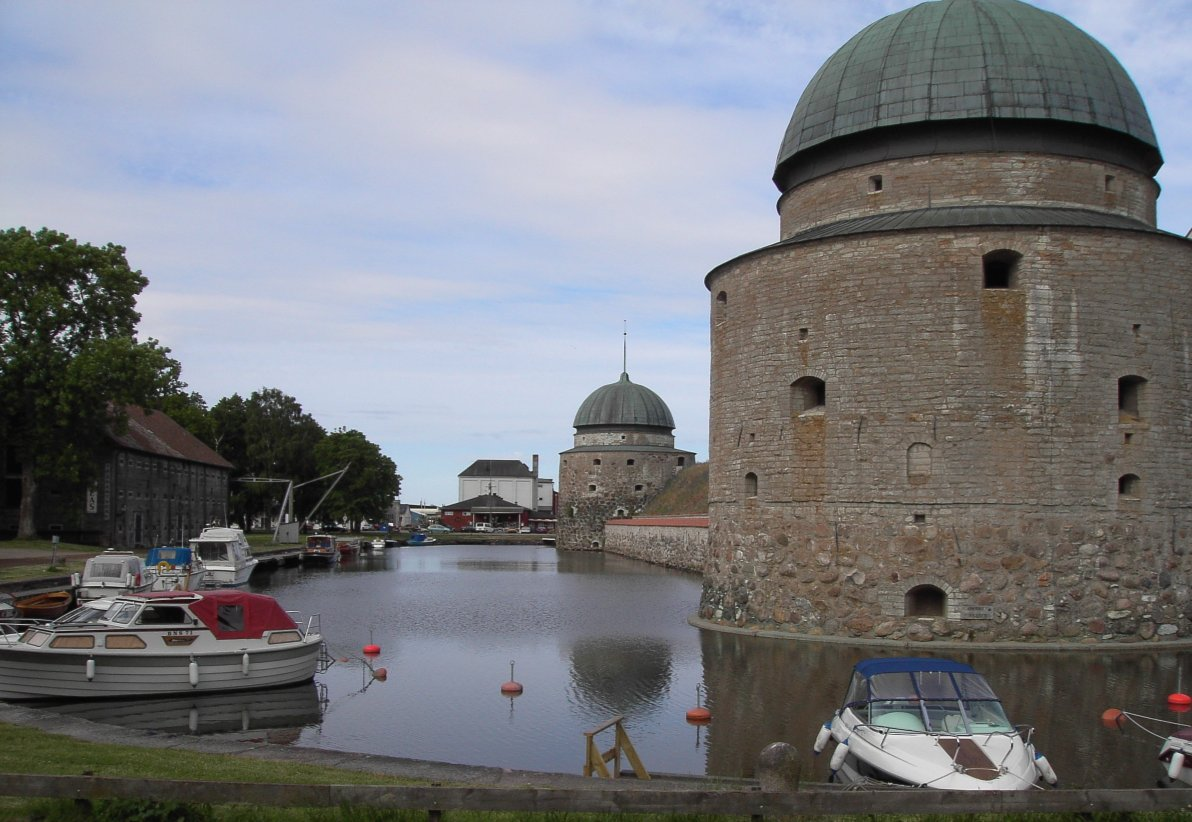
Torres circulars amb el fossat
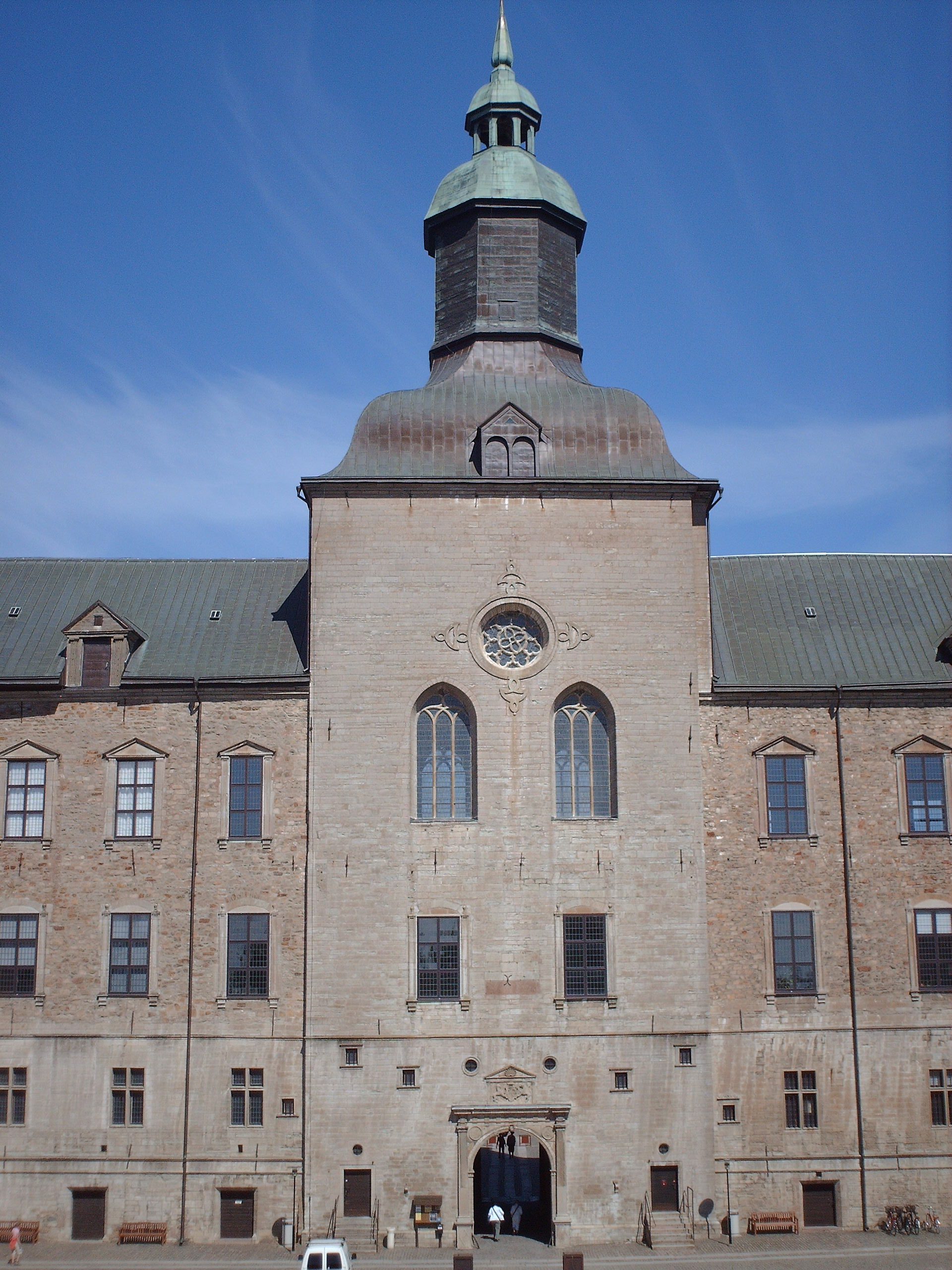
La torre principal guarda una capella
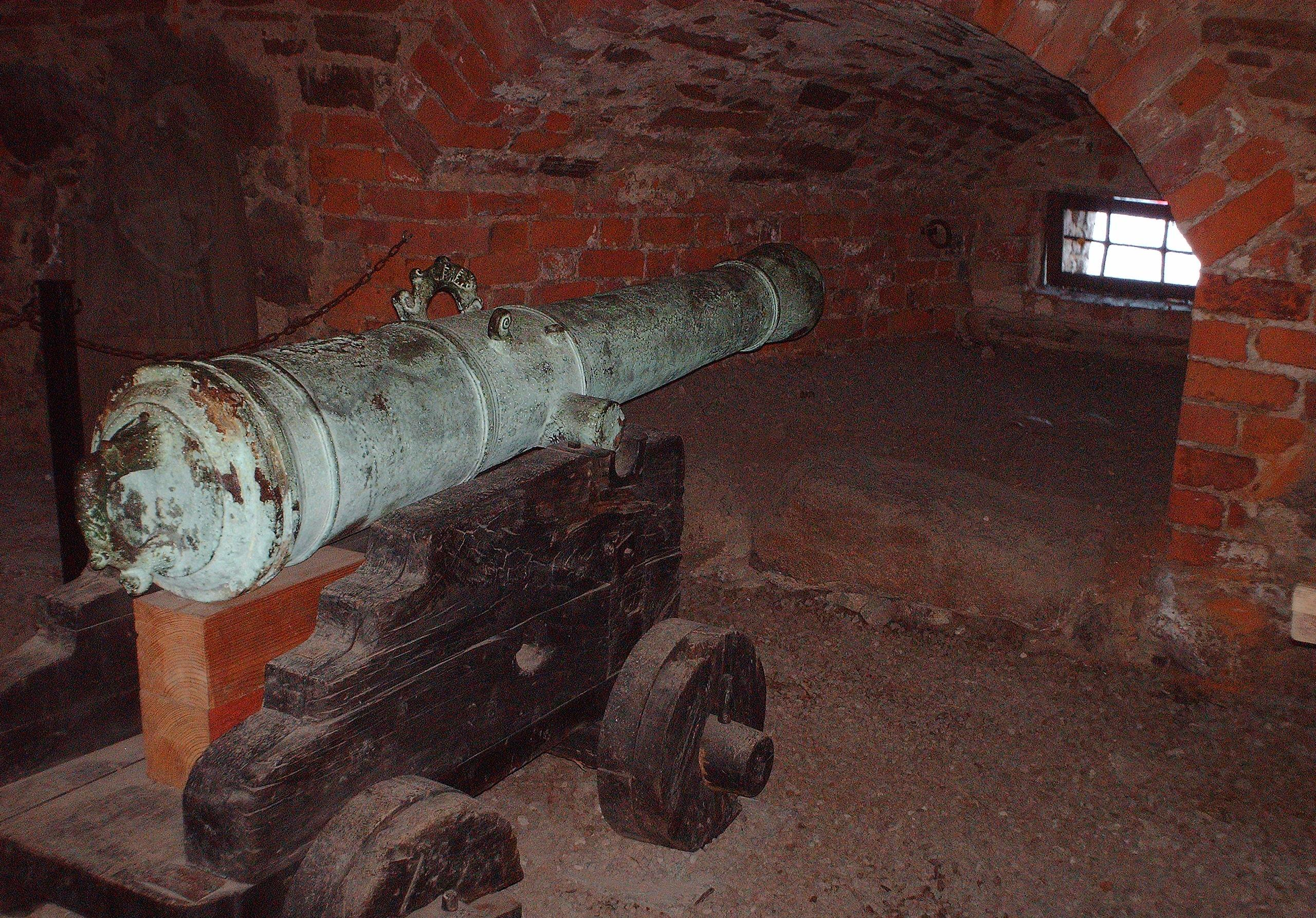
Canó del segle XVII